# Belägringen av Delhi

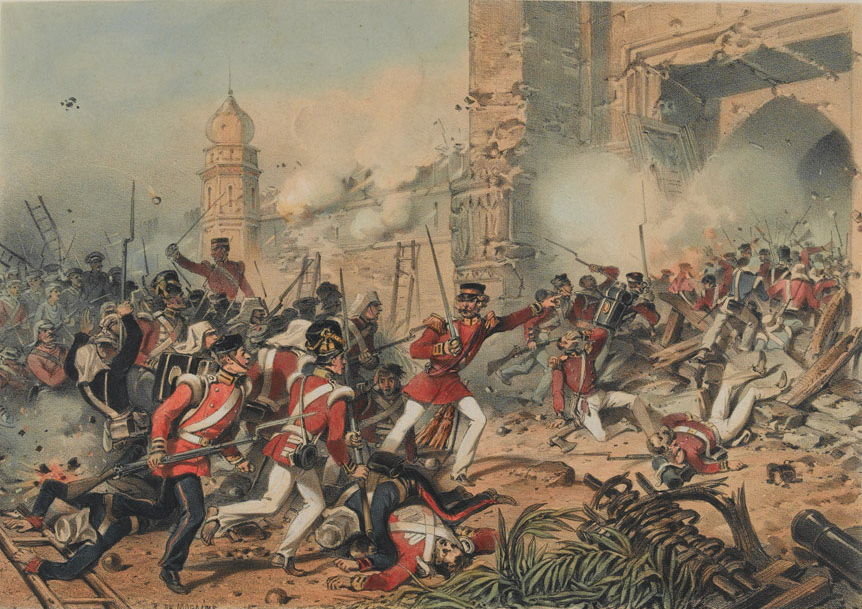
Capture of Delhi, 1857.

Belägringen av Delhi tillhörde de avgörande händelserna under sepoyupproret mot britterna i Indien 1857–1859.
Efter myteriet i Meerut 10 maj 1857 marscherade myteristerna till Delhi, där de indiska regementena förenade sig med dem, iscensatte en massaker i staden. 12 maj utropade myteristerna Bahadur Shah II till galjonsfigur för ett återupprättat Mogulrike och kallade Indien till uppror mot britterna. Det var först när myteriet nådde Delhi som det övergick från ett lokalt myteri till ett allmänt nationellt uppror. Rebellerna i Delhi sände bud till andra indiska orter, av vilka flera förenade sig med dem och reste sig mot britterna med Bahadur Shah som gemensam enande symbol. 
Efter en månad lyckades britterna samla sig och inledde 8 juni en lång belägring av Delhi. Belägringen var lång och svår. Britterna intog Delhi 21 september och begick åtskilliga övergrepp på dess befolkning och plundrade staden. Genom Delhis fall och tillfångatagandet av Bahadur Shah II miste hela sepoyupproret sin centrala samlingsfigur och gemensamma koordination och övergick till lokala splittrade resningar, som kunde slås ned av britterna en och en. 

## Bakgrund
10 maj 1857 utbröt sepoyupproret genom myteriet i Meerut. Efter att britterna hade fängslat och offentligt förödmjukat ett antal indiska soldater för ordervägran sedan de vägrat acceptera de nya patronerna av religiösa skäl, gjorde de inhemska regementena i Meerut myteri mot sina brittiska officerare, befriade sina fångna kamrater och iscensatte en massaker på britterna. 
Myteristerna lämnade Meerut följande dag och marscherade mot Delhi för att övertala Bahadur Shah II att ställa sig i spetsen för ett allmänt uppror mot britterna. Bahadur Shah II var vid denna tidpunkt stormogul endast till namnet, och levde ett passivt liv i sitt palats på en brittisk pension medan styrelsen av det söndersplittrade riket i praktiken hade övertagits av britterna. Han var religiöst neutral och respekterades av både muslimer och hinduer som en samlande symbol för Indien. 
Britterna i Meerut förföljde inte myteristerna utan ägnade sig åt att återställa ordningen i Meerut. De sände ut meddelanden om vad som hade skett i Meerut via telegraf, men britterna i Delhi fick ingen varning eftersom linjerna dit hade förstörts. 

## Myteriet i Delhi
Klockan sju på morgonen 11 maj höll britterna hållit morgonparad i den brittiska garnisonen utanför Delhi. Under paraden hade britterna läst upp detaljer ur domen och avrättningen av Jemadar Iswari Pande, som hade arkebuserats i april för att ha försökt starta ett uppror mot britterna i Barrackpore tidigare samma år. Informationen hade tagits emot dåligt, och skapat upprorsstämning i de inhemska regementena, som växte och stampade åt informationen. 
Vid niotiden samma morgon nådde de första myteristerna från Meerut fram till Delhi via båtar över Jumnafloden. De stannade utanför stormogulens palats, skrek att de hade kommit för att slåss för sin religion, och kallade stormogulen att leda dem. Stormogulen lät meddela dem att de kunde bege sig till ett annat palats tills vidare. Britternas officerare i staden gav order om att stänga stadsportarna, men de hann inte göra detta förrän myteristerna hunnit in genom södra Rajghat Gate och börjat beblanda sig med allmänheten i basaren. 
Delhi hade länge befunnit sig i ett tillstånd av spänning, och myteristernas ankomst utlöste spänningarna i staden. En mobb bildades och förenade sig med de alltfler myteristerna som anlände till Delhi under ropen Din, Din ("tron, tron") och Maro Farang ("döda frankerna"). Upplopp spred sig i staden där mobben attackerade och dödade den närmaste europé, eurasier, kristna indier, eller vem som helst de fick syn på, som hade något samband med britterna. 
De attackerade området Daryaganj nära Rajghat Gate, där de flesta européer i Delhi bodde. Myteristerna bröt sig sedan in i stormogulens palats, där de dödade den brittiska officeren Douglas, som var chef för det kungliga gardet. 
De fortsatte med att döda de två brittiska seniora ämbetsmännen Simon Fraser och John Hutchinson, som befann sig där, samt missionären Midgeley Jennings, hans dotter Anne Jennings och hennes vän Mary Clifford.  
När 54:e inhemska regementet kallades ut för att undersöka de oroligheter som brutit ut inne i staden, gjorde de gemensam sak med myteristerna från Meerut. Myteriet spred sig under de följande timmarna från det ena till det andra av de inhemska regementena i Delhi. 
En del regementen sköt sina brittiska officerare och deltog i myteriet på eget initiativ. Andra sepoyregementen varande sina brittiska officerare att sätta sig i säkerhet, innan de förenade sig med myteristerna. 
Det brittiska bostadsområdet i förläggningen utanför staden attackerades och plundrades. Många brittiska soldater och civila tog sin tillflykt till Main Guard. Sepoysoldaterna i Main Guard förhöll sig länge passiva. 
Nio brittiska officerare under ledning av George Willoughby försvarade under fem timmar det brittiska ammunitionsmagasinet inne i staden Delhi, genom att först beskjuta de indiska manskapet och arbetarna som övergav magasinet och mobben som attackerade det, och sedan spränga magasinet i luften. Endast tre officerare överlevde, och hyllades sedan som hjältar. 
Efter att magasinet i Delhi sprängdes fick trupperna i Main Guard ute i garnisonen order att överge sina poster. Detta ledde till att även sepoys i Main Guard anslöt till myteriet. De började då döda britterna i Main Guard, både soldater och civila. 
Brittiska soldater och civila flydde från både staden Delhi och garnisonen utanför staden till Flagstaff Tower strax utanför Delhi i närheten av telegrafstationen. Två eurasiska telegrafister på stationen telegraferade vad som skedde till Ambala. 
När det stod klart att inga förstärkningar skulle hinna komma fram, och en kärra med kropparna från de officerare som dödats vid Main Guard anlände, beslutades om en evakuering från Flagstaff Tower. 
Evakueringen skedde i de improviserade fordon britterna hade använt för att ta sig till Flagstaff Tower, och ägde rum under brådska och oordning och utan större planering. Britterna flydde oordnat från staden åt närmaste ort de trodde att de kunde få hjälp. Många av de civila britterna blev rånade av landsbygdsbefolkningen på vägen, men det finns inga rapporter om att någon ska ha dödats. 
De flesta brittiska soldater från Delhi tog sig till Karnal, där befälhavaren Henry Graves upprättade sitt högkvarter. Myteriet i Delhi resulterade i att cirka hälften av britterna i staden dödades, medan andra hälften flydde ut på landsbygden. Några återstående britter lyckades gömma sig i staden. 

## Mogulrestaurationen
12 maj gav Bahadur Shah II sin första audiens på flera år. Han uppges ha varit bestört över laglösheten i staden och varken fysiskt eller psykiskt villig att ansluta sig till upproret, men övertalades av sina söner och rådgivare att ta emot de upproriska sepoys, som utropade honom till Indiens härskare över det återupprättade Mogulriket. 
Sepoys uppges ha behandlat honom med bristande respekt, och han var mer en galjonsfigur än en verklig ledare. Hans söner utnämndes formellt till officerare för sepoyregementena, men fick i praktiken ingen kontroll över dem. Budbärare sändes till omkringliggande indiska potentater att ansluta sig till upproret. 
Stormogulens rådgivare försökte återställa ordningen i staden, men myteristerna, som bränt ned de brittiska förläggningarna, provianterade istället på staden, och mobben bröt sig in i förmögna privathem i jakt på kristna. 52 britter återfanns i Delhi och fördes till stormogulens palats, där de hölls fångna. Vid hovet ansågs det klokt att kunna ha dessa britter att förhandla med, och kunna hålla fram om britterna skulle vinna kriget. De bestod av både män, kvinnor och barn, militärer och civila. 
16 maj anklagade sepoys monarkens rådgivare för att försöka kommunicera med britterna, med tanke på de brittiska fångarna som fått skydd i palatset. Monarkens rådgivare blev rädda att attackeras av sepoys och överlämnade de brittiska fångarna till sepoys, som avrättade dem offentligt samma dag. Det skedde trots protester från monarken, som kommenterade att religionens bud förbjöd avrättningen av kvinnor och barn. Detta uppges ha skett för att sepoys ville vara säker på att monarken inte skulle ha en chans att ta avstånd från sitt deltagande i upproret inför britterna. Stadens befolkning ska ha åsett avrättningen med motvilja, och den jämfördes med den massaker från 1739 som levde kvar i folkminnet. 

## Belägringen
Mellan 8 juni och 21 september 1857 belägrades de upproriska sepoystyrkorna i Delhi under nominell ledning av Bahadur Shah II av britterna. Försvararna försvagades av bristen på livsmedel. 16 september erövrade britterna magasinet. 18 september flydde Bahadur Shah från sitt palats och gömde sig i ett gravmonument, och 19 september tog britterna hans övergivna palats och stora moskén. Många civila sympatisörer, mujahhadin, försvarade enskilda hållpunkter inne i staden. De flesta rebeller lämnade staden innan britterna hann ta alla stadsportar. 
Belägringen avslutades med brittisk seger 21 september. Britterna utsatte sedan Delhi för plundring och ödeläggelse. Vid tidpunkten för stadesn fall befann sig många brittiska regementen i ett odisciplinerat tillstånd, eftersom deras befälhavare hade dödats och flera av de hållpunkter de hade erövrat låg nära spritbutiker, som de plundrade och drack sig berusade på. 
Det fanns ett erkänt hämndbehov hos britterna, som tog sig uttryck i både oordnad och systematisk plundring av privategendom, övergrepp och våldtäkter på civilbefolkningen och summariska avrättningar av alla rebeller och misstänkta rebellsympatisörer man kunde finna. När stormogulens palats intog, ska flera av hans harem-slavinnor ha utsatts för våldtäkt av britterna. 
Ordningen återställdes inte förrän efter fyra dagar, 25 september. Stora delar av civilbefolkningen förvisades från staden till tillfälliga flyktingläger eftersom britterna inte hade möjligheter att livnära dem. 
Den brittiska segern i belägringen av Delhi uppfattas som en avgörande seger i sepoyupproret. Även om rebellerna fortsatte hålla enskilda områden, och strider fortsatte fram till 1859 innan de var helt nedslagna, innebar segern i Delhi och tillfångatagandet av sepoys formella galjonsfigur Bahadur Shah II att rebellernas enighet var krossad, och att britterna i fortsättningen kunde besegra de återstående separata enklaverna av upproret en och en snarare än att slåss mot en enad styrka.